# Tetyana Klimchenko
Tetyana Klimchenko, née le 8 mai 1994 à Tchervonohrad, est une coureuse cycliste ukrainienne, spécialiste de la piste.

## Palmarès sur piste

### Championnats du monde
- Minsk 2013
  - 9e de la vitesse par équipes
  - 10e du scratch
- Saint-Quentin-en-Yvelines 2015
  - 11e du scratch
  - 16e de la course aux points
- Londres 2016
  - 19e du scratch
- Hong Kong 2017
  - 11e du scratch
  - 12e de l'omnium
- Apeldoorn 2018
  - 10e du scratch[1]
  - 20e de l'omnium[2]
- Pruszków 2019
  - 17e de la poursuite par équipe[3]

### Coupe du monde
- 2013-2014
  - 3e du scratch à Manchester
- 2016-2017
  - 1re du scratch à Los Angeles
- 2017-2018
  - 3e de l'omnium à Santiago

### Coupe des nations
- 2021
  - 2e de l'américaine à Cali

### Championnats d'Europe
| Édition / Épreuve     | Poursuite par équipes                      | Scratch | Omnium |
| Anadia 2012 (juniors) |                                            |         | Argent |
| Anadia 2014 (juniors) |                                            |         | Bronze |
| Berlin 2017           |                                            | Argent  |        |
| Plovdiv 2020          | Bronze (avec Nahirna, Bondar et Biriukova) | Bronze  |        |

### Championnats d'Ukraine
- 2014
  -  Championne d'Ukraine de poursuite
  -  Championne d'Ukraine de poursuite par équipes
- 2015
  -  Championne d'Ukraine de poursuite par équipes
  -  Championne d'Ukraine de scratch
  -  Championne d'Ukraine d'omnium
- 2016
  -  Championne d'Ukraine de poursuite par équipes
  -  Championne d'Ukraine de course aux points
  -  Championne d'Ukraine de scratch
  -  Championne d'Ukraine d'omnium
- 2017
  -  Championne d'Ukraine d'omnium
- 2019
  -  Championne d'Ukraine de scratch
  -  Championne d'Ukraine d'omnium